# 린다 멘도자
린다 멘도자 케일(Linda Mendoza Kahle)은 미국의 영화 감독, 텔레비전 감독이자 스탠드업 코미디언이다.
1992년 폭스와 MTV의 프로모션 영상 연출을 통해 감독 경력을 시작했다. 이후 키드 송스의 영상과, 니켈로디언의 스케치 코미디 시리즈인 《라운드하우스》, 《올 댓》 등을 감독 및 제작했다. 멘도자가 제작한 다른 텔레비전 시리즈로는 《크리스 록 쇼》, 《브라더스 가르시아》, 《언패뷸러스》, 《걸프렌즈》, 《버니 맥 쇼》, 《아웃소스드》, 《MADtv》, 《스크럽스》, 《길모어 걸스》, 《30 ROCK》, 《언브레이커블 키미 슈미트》, 《서버가토리》, 《크레이지 엑스 걸프렌드》, 《브루클린 나인-나인》 등이 있다. 2003년에는 영화 《체이싱 파피》를 통해 장편 영화 감독 데뷔를 했다. 때때로 스탠드업 코미디 공연을 하기도 했고, 완다 사이크스, 샘 제이, 니키 글레이저, 캐서린 라이언, 티파니 해디시와 같은 스탠드업 코미디언들의 스페셜 공연도 연출했다.
2008년에 코미디 드라마 《어글리 베티》의 에피소드인 "Betty's Baby Bump"를 연출해 ALMA 어워드를 수상했다. 멘도자는 멕시코계 미국인이다.